# Tumulus aux Six Frères
Le Tumulus aux Six Frères est un tumulus de l'époque romaine situé près de Dhuy, section de la commune d'Éghezée, dans la province de Namur, en Belgique.

## Situation
Le monticule est situé à un carrefour à l'est du village de Dhuy, sur la route des Six Frères, la N942.

## Historique

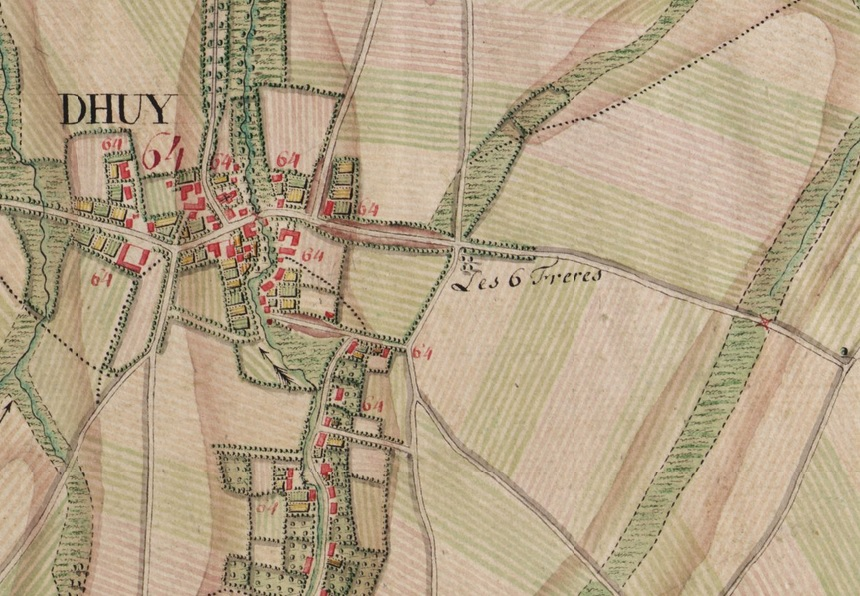
Les 6 Frères sur la carte de Ferraris du XVIIIe siècle

Sur la carte de Ferraris no 115B de 1777, le lieu-dit Les 6 Frères est répertorié.
Une chapelle dédiée à saint Roch avait été construite à cet endroit en 1890. La chapelle fut détruite durant la Seconde Guerre mondiale par l'armée française lorsqu'elle fit sauter les carrefours afin de ralentir la progression des Allemands.

## Folklore
Au sommet du monticule se trouvent cinq tilleuls. Une légende locale raconte que les arbres furent plantés par six frères durant la guerre. Une autre version rapporte que les arbres furent plantés en mémoire des six frères, morts durant la guerre.